# Kislew
Kislew (hebr. כסלו) – miesiąc w kalendarzu żydowskim, trwa 29 dni w roku Haser lub 30 dni w latach Kesidrach i Szelemach. Gregoriańskim odpowiednikiem Kislew jest listopad-grudzień.